# Гілмен (Айова)
Гілмен (англ. Gilman) — місто (англ. city) в США, в окрузі Маршалл штату Айова. Населення — 542 особи (2020).

## Географія
Гілмен розташований за координатами 41°52′44″ пн. ш. 92°47′17″ зх. д. / 41.87889° пн. ш. 92.78806° зх. д. (41.878809, -92.788140).  За даними Бюро перепису населення США в 2010 році місто мало площу 1,40 км², уся площа — суходіл.

## Демографія
Згідно з переписом 2010 року, у місті мешкало 509 осіб у 233 домогосподарствах у складі 142 родин. Густота населення становила 363 особи/км².  Було 253 помешкання (181/км²).
Расовий склад населення:
| - 99,6 % — білих |

До двох чи більше рас належало 0,2 %. Частка іспаномовних становила 0,8 % від усіх жителів.
За віковим діапазоном населення розподілялося таким чином: 23,6 % — особи молодші 18 років, 59,5 % — особи у віці 18—64 років, 16,9 % — особи у віці 65 років та старші. Медіана віку мешканця становила 42,6 року. На 100 осіб жіночої статі у місті припадало 95,0 чоловіків;  на 100 жінок у віці від 18 років та старших — 86,1 чоловіків також старших 18 років.
Середній дохід на одне домашнє господарство  становив 56 478 доларів США (медіана — 54 250), а середній дохід на одну сім'ю — 63 033 долари (медіана — 61 667). Медіана доходів становила 43 500 доларів для чоловіків та 31 250 доларів для жінок. За межею бідності перебувало 15,0 % осіб, у тому числі 23,9 % дітей у віці до 18 років та 2,4 % осіб у віці 65 років та старших.
Цивільне працевлаштоване населення становило 342 особи. Основні галузі зайнятості: освіта, охорона здоров'я та соціальна допомога — 18,4 %, виробництво — 16,7 %, будівництво — 11,1 %, роздрібна торгівля — 10,2 %.